# BR-476

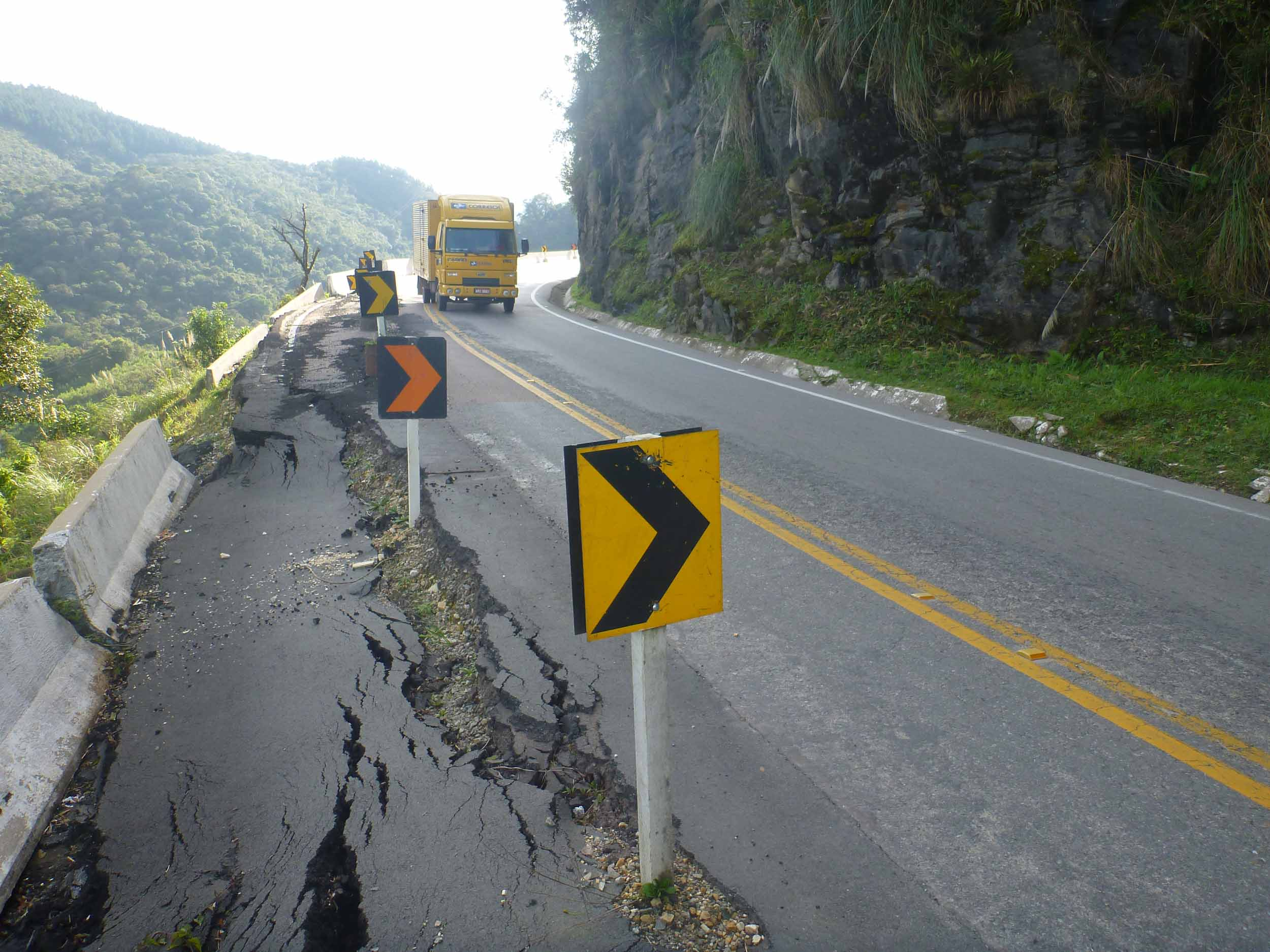
Rodovia BR-476.￼

A BR-476 é uma rodovia brasileira de ligação. Inicia-se no Vale do Ribeira, na divisa de São Paulo com o Paraná e se encerra na divisa do Paraná com Santa Catarina, onde deixa de coincidir com a BR-153. Possui 366,4 km de extensão. Assim como a BR-277, é uma das poucas rodovias federais integralmente paranaenses.
Desde o Trevo do Atuba até o bairro do Pinheirinho, no perímetro urbano de Curitiba, ela assumiu o antigo trecho da BR-116, após a construção do Contorno Leste, anel rodoviário que desvia o trânsito da capital, desde o município de Quatro Barras. Esse trecho é conhecido como Linha Verde de Curitiba e até hoje continua sendo conhecido como BR-116, embora não o seja mais.
Da cidade de  Adrianópolis até Curitiba, a rodovia é denominada Estrada da Ribeira. De Curitiba até União da Vitória, ela é denominada Rodovia do Xisto, por ser importante ligação com a região de São Mateus do Sul, importante polo de extração do xisto betuminoso.

## Trechos da rodovia
| Ponto de referência                                 | Extensão do trecho | Extensão acumulada | Situação    |
| --------------------------------------------------- | ------------------ | ------------------ | ----------- |
| Divisa PR/SP (Adrianópolis)                         | ---                | 0 km               | ---         |
| Entroncamento PR-340 (Tunas do Paraná)              | 53,1 km            | 53,1 km            | Pavimentado |
| Entroncamento PR-506 (Bocaiuva do Sul)              | 41,0 km            | 94,1 km            | Pavimentado |
| Início da pista dupla (perímetro urbano de Colombo) | 21,8 km            | 115,9 km           | Pavimentado |
| Entroncamento BR-116 (Curitiba - Trevo do Atuba)    | 6,5 km             | 122,4 km           | Duplicado   |
| Entroncamento PR-415                                | 5,1 km             | 127,3 km           | Duplicado   |
| Entroncamento BR-277                                | 1,9 km             | 129,2 km           | Duplicado   |
| Entroncamento BR-116/376 (A)                        | 13,6 km            | 142,8 km           | Duplicado   |
| Entroncamento BR-376 (B)                            | 0,9 km             | 143,7 km           | Duplicado   |
| Entroncamento PR-423 (Araucária)                    | 8,6 km             | 152,3 km           | Duplicado   |
| Fim da pista dupla                                  | 2,9 km             | 155,2 km           | Duplicado   |
| Entroncamento PR-510 (Contenda)                     | 18,7 km            | 173,9 km           | Pavimentado |
| Entroncamento PR-428 (Lapa)                         | 21,9 km            | 195,8 km           | Pavimentado |
| Entroncamento PR-427 (Lapa)                         | 1,9 km             | 197,7 km           | Pavimentado |
| Entroncamento PR-151 (São Mateus do Sul)            | 76,7 km            | 274,4 km           | Pavimentado |
| Entroncamento PR-364                                | 3,5 km             | 277,9 km           | Pavimentado |
| Entroncamento PR-281                                | 29,1 km            | 307,0 km           | Pavimentado |
| Entroncamento BR-153 (A) (Paulo Frontin)            | 19,2 km            | 326,2 km           | Pavimentado |
| Entroncamento BR-153 (B) (União da Vitória)         | 33,0 km            | 359,2 km           | Pavimentado |
| Divisa PR/SC                                        | 4,8 km             | 366,4 km           | Pavimentado |

Extensão pavimentada: 366,4 km (100,00%)
Extensão duplicada: 39,5 km (10,78%)

## Municípios atravessadas pela rodovia

### Trecho "Estrada da Ribeira"
- Adrianópolis - saída para Apiaí (SP) - SP-260)
- Tunas do Paraná
- Bocaiuva do Sul
- Colombo
- Curitiba

### Trecho "Rodovia do Xisto"
- Curitiba
- Araucária
- Contenda
- Lapa
- Antônio Olinto
- São Mateus do Sul
- Paulo Frontin
- Paula Freitas
- União da Vitória - saída para Porto União (SC) - BR-153)